# Programas de gobierno de las elecciones de Uruguay de 2014
En las elecciones presidenciales y parlamentarias de Uruguay de 2019 hubo siete partidos habilitados, es decir aquellos que obtuvieron al menos 500 votos en las elecciones internas.
El Frente Amplio aprobó los documentos programáticos en noviembre de 2013, y el candidato presidencial Tabaré Vázquez se basa únicamente en ellos. En tanto, la otra candidata frenteamplista, Constanza Moreira, elaboró además un documento de acentos programáticos que los complementa.
Futuro Nacional y Todos Hacia Adelante, las agrupaciones del Partido Nacional que apoyan a los candidatos presidenciales Jorge Larrañaga y Luis Lacalle Pou respectivamente, publicaron a lo largo del tiempo una serie de documentos de propuestas. En julio el Partido Nacional publicó un programa de gobierno, acordado en conjunto por ambos bloques.
Pedro Bordaberry, candidato del Partido Colorado por el sector Vamos Uruguay, publicó una serie de documentos de propuestas. José Amorín Batlle, del sector colorado Batllistas de Ley, no elaboró un programa de gobierno. En agosto, el Partido Colorado presentó un programa de gobierno conjunto.
El Partido Independiente y la Unidad Popular publicaron sus programas de gobierno en marzo de 2014.

## General
Los programas de gobierno de los diversos partidos se han planteado como objetivos de desarrollo:

## Estado

### Gestión
El Frente Amplio propone implementar compromisos de gestión, indicadores de desempeño y evaluaciones de la calidad del gasto, para mejorar la efectividad del gasto público y rendir cuentas ante los ciudadanos.
Constanza Moreira pretende implementar una carrera de administración meritocrática y vinculada a la gestión, y revisar los resultados de las reformas del Estado. Propone que los funcionarios públicos tengan capacitación y evaluación permanente, y se implemente un programa de salud y seguridad de funcionarios públicos.
El Partido Independiente plantea crear un consejo asesor que evalúe la situación económica, los resultados fiscales y las propuestas legislativas en materia fiscal; aumentar los controles posteriores del gasto público y reducir los previos; reforzar los controles a los fideicomisos; establecer una carrera administrativa basada en la función y no la profesión, con ascensos por concurso abiertos a toda persona; aumentar la capacitación y evaluación de los funcionarios; unificar la escala de salarios con base en el valor público y los salarios del sector privado; eliminar los cargos de confianza de las unidades ejecutoras de carácter técnico y exigir conocimientos técnicos a los directores de unidades ejecutoras de carácter político; informatizar la gestión pública; elaborar el presupuesto basado en resultados de planes. Además, propone un pacto entre políticos y burócratas, para que los burócratas tengan condiciones de trabajo adecuadas, y a su vez cumplan con los objetivos plateados por las autoridades políticas.
El Partido Nacional propone capacitar y evaluar a los funcionarios públicos; ajustar los salarios públicos según la capacitación, desempeño y resultados; profesionalizar la selección e ingreso de funcionarios públicos; prevenir el acoso laboral; simplificar y reorganizar la carrera administrativa; reglamentar la causal de ineptitud; adoptar el criterio de silencio positivo; eliminar los cargos de confianza de las unidades ejecutoras; racionalizar la estructura burocrática; centralizar las compras estatales; certificar la gestión de los organismos estatales; y crear índices de gestión de los ministerios.

### Gasto público
El Frente Amplio planea seguir aumentando el gasto social.
El Partido Nacional pretende mejorar la calidad del gasto público, y establecer una regla fiscal con un fondo de ahorro de largo plazo.
Todos Hacia Adelante promete determinar el nivel de gasto público en función de los ingresos a largo plazo; y determinar un mínimo permanente de gasto social, que se mantendrá en toda situación económica. Además, piensa reducir el gasto público innecesario en al menos 400 millones de dólares anuales, mediante reducciones principalmente en subsidios, transferencias y servicios no personales.
El Partido Independiente pretende establecer una regla fiscal, y reorientar el gasto hacia las áreas de educación, salud y seguridad.

### Organismos
El Partido Nacional propone jerarquizar el Tribunal de Cuentas y el Tribunal de lo Contencioso Administrativo, y crear una Auditoría Interna de Gestión Gubernamental; fortalecer la autonomía de las autoridades departamentales; y crear Agencias de Desarrollo Regionales.
Todos Hacia Adelante propone habilitar denuncias ciudadanas; centrar la Oficina de Planeamiento y Presupuesto (OPP) en el rol de evaluadora de presupuestos, y asignar las auditorías a unidades autónomas que reporten a las altas jerarquías.
El Partido Independiente propone reforzar la capacidad de control del Tribunal de Cuentas; recuperar el rol de la OPP de evaluar y recomendar políticas públicas; asignarle a la Oficina Nacional del Servicio Civil la tarea de planificar la carrera administrativa; exigir que el Ministerio de Economía y Finanzas elabore el presupuesto público; separar los roles de elaborar las políticas públicas de la provisión de servicios; darle potestad al parlamento de realizar auditorías de gestión de los organismos públicos; descentralizar los ministerios; clarificar los roles departamentales y municipales; y exigir planes, evaluaciones y rendición de cuentas a los gobiernos locales.
Constanza Moreira propone que la OPP realice la planificación estratégica del desarrollo; reforzar el rol de contralor de la Oficina Nacional del Servicio Civil; y crear una Comisión para el Desarrollo integrada por el Estado, trabajadores, empresas, la sociedad civil y expertos, para realizar planes de desarrollo a largo plazo.
El Frente Amplio piensa continuar con la coordinación interministerial.

### Ciudadanos
El Partido Nacional propone aumentar la participación ciudadana en asuntos nacionales y locales a través de internet, descentralizar los trámites, e instalar de cibercentros de atención ciudadana.
Constanza Moreira plantea avanzar en la informatización del gobierno, y brindar servicios de atención ciudadana en todo el país; además propone permitir el voto consular.
El Partido Independiente pretende simplificar los trámites e informatizar la atención ciudadana.

## Sociedad
El Frente Amplio propone aumentar la cartera de viviendas del Ministerio de Vivienda.
El Partido Independiente pretende recuperar las viviendas abandonadas y utilizar las propiedades estatales sin uso para dar vivienda a las familias; dar apoyo a la construcción y reciclaje de viviendas; y promover la madera, el yeso ecológico, y los prefabricados, para reducir el costo de construcción de las viviendas.
El Partido Independiente pretende exigir las contrapartidas de las Asignaciones Familiares de asistir a centros educativos y de salud, incorporar nuevas como la aprobación de los cursos educativos y la capacitación laboral, realizar seguimiento a las familias para dar apoyo y facilitar el uso de servicios públicos, y también establecer grupos de apoyo mutuo.
El Partido Independiente propone desarrollar planes de deporte y recreación para promover la salud, disfrute y desarrollo integral.
El Partido Nacional propone un Plan Asentamiento Cero para prevenir la creación de nuevos asentamientos precarios, realojar los habitantes de zonas inundables o contaminadas, y regularizar los asentamientos viables. También pretende dar solución a las solicitudes de viviendas para jubilados, y destinar el 20% del Plan Vivienda Nueva a jóvenes.
Todos Hacia Adelante planea equiparar las Asignaciones Familiares dentro y fuera del Plan de Equidad, y aplicar exoneraciones a la construcción de viviendas para personas de bajos recursos.
El Partido Nacional planea realizar un Plan Estamos Contigo de apoyo a personas de alta vulnerabilidad social y económica.
Todos Hacia Adelante propone crear Centros de Convivencia y Ciudadanía, que sirvan de apoyo a los distintos programas del Estado en zonas vulnerables; crear 120 Centros de Atención a la Infancia y la Familia (CAIF) nuevos. Además propone un programa de paternidad responsable para zonas de contexto crítico, abarcando controles de salud, programas alimentarios y campañas de sensibilización. Además pretende aprobar el proyecto de ley de libertad de conciencia e ideario, que reconozca las objeciones personales por motivos religiosos.
El Partido Nacional propone planes de atención a víctimas de explotación sexual, violencia y comercio infantil.
El Partido Nacional piensa realizar un plan de descentralización cultural, así como un Programa Nacional de Voluntariado Juvenil sobre la base de la ley 17.885.
El Partido Nacional propone desarrollar un plan de salud y deporte en los centros de trabajo y estudio, así como para mayores y discapacitados; crear y mejorar plazas de deportes con presencia de profesores y deportistas profesionales; realizar convenios entre centros educativos y clubes deportivos; organizar competencias deportivas estudiantiles a nivel local, departamental y nacional; exigir a los deportistas juveniles asistir a centros educativos y establecer mecanismos de compensación de clases perdidas; y promover la natación, rugby, vóley, hándbol y artes marciales.
El 'Partido Nacional' pretende reglamentar la ley 18.651 de protección integral de discapacitados y dependientes, y ejecutar un Plan Discriminación Cero.
El Partido Nacional propone realizar un sistema de rehabilitación de adicciones, lo que incluye centros de atención a los adictos a la pasta base, y derogar la ley de legalización de la producción, distribución y venta de marihuana por parte del Estado. También pretende realizar un plan de seguridad en el deporte, lo que incluye el registro de hinchas violentos y el control de acceso a espectáculos deportivos.
Vamos Uruguay pretende realizar actividades de educación de paternidad, y combatir el trabajo infantil.
Vamos Uruguay propone realizar planes de prevención de drogadicción y aumentar la cantidad de centros de rehabilitación.
El 'Frente Amplio' y Todos Hacia Adelante plantean aplicar cuotas en la administración pública para afrodescendiente y discapacitados.
Constanza Moreira propone crear un Plenario Nacional de Cultura que integre a los organismos estatales, intendencias, gremios culturales, y organizaciones de la sociedad civil.

## Educación

### Gestión
El Frente Amplio pretende respetar la autonomía de las instituciones educativas estatales; aumentar la coordinación entre instituciones; aumentar el presupuesto para acercarse al 6% del PBI; elaborar por consenso un Plan Nacional de Educación, elaborado por consenso, que defina las características del sistema educativo; crear un sistema de becas estudiantiles; fortalecer el rol del Codicen como coordinador de la educación pública; reformar la gestión en educación; y mejorar la infraestructura educativa.
El Partido Nacional propone un mayor control ciudadano sobre el gobierno de la educación. Pretende asignar el conducción de la educación a los políticos; fortalecer el rol del Ministerio de Educación; darle autonomía de los centros educativos, otorgándole potestades a los directores de seleccionar personal y administrar recursos para gastos de mantenimiento e inversiones; eliminar los representantes de los representantes docentes del Consejo Directivo Central (Codicen) y consejos desconcentrados; y fortalecer las Asambleas Técnico Docentes.
Todos Hacia Adelante pretende eliminar el requisito de diez años de antigüedad en la enseñanza pública para ser miembro del Codicen y consejos desconcentrados; eliminar la obligación de convocar al Consejo Nacional de Educación; otorgar fondos a los centros educativos para proyectos de capacitación docente, pedagógicos, infraestructura y apoyo a zonas vulnerables.
Vamos Uruguay plantea darle autonomía a los centros educativos; crear un sistema de becas estudiantiles; fortalecer el vínculo entre los centros educativos y las familias; y reformar la Universidad de la República para mejorar su gestión y aumentar su descentralización.
El Partido Independiente propone asignar el rol de establecer políticas educativas a las principales autoridades; reemplazar los colegiados por cargos unipersonales; darle autonomía a los centros educativos, otorgándole responsabilidades a los directores de seleccionar personal y administrar recursos.

### Institutos
El Frente Amplio pretende aumentar la cobertura de la educación a menores de tres años; desarrollar la educación media técnica; impulsar la Universidad Tecnológica; desarrollar campus que integren actividades educativas, culturales y sociales; aumentar las condiciones de accesibilidad de los centros educativos; desarrollar la educación en el medio rural; establecer el Instituto de Evaluación Educativa de educación inicial, primaria y secundaria, y una Agencia de Evaluación Universitaria.
Constanza Moreira propone aumentar la cantidad de escuelas de tiempo extendido.
El Partido Nacional propone aumentar la cantidad de escuelas de completo, crear centros que combinen Primaria y Ciclo Básico de Secundaria; instalar una ciudad universitaria para estudiantes del interior según la ley 17.296; crear una Universidad del Norte; crear bachilleratos tecnológicos en el interior; fortalecer el Instituto de Evaluación Educativa y financiar proyectos de mejora educativa.
Vamos Uruguay propone universalizar la educación de tres años; crear escuelas de educación inicial y secundaria de tiempo completo; y establecer el Instituto de Evaluación Educativa.
El Partido Independiente pretende darle autonomía a los centros de la Universidad Tecnológica; y crear la Agencia de Acreditación Universitaria, que evalúe a centros terciarios públicos y privados.

### Docentes y directores
El Frente Amplio propone que los centros dispongan de docentes estables; crear consejos de participación en los centros educativos; establecer ascensos de profesores por concurso; crear la Universidad de Educación, para darle nivel terciario a los profesores; aumentar la matrícula en formación docente; y promover la capacitación de los profesores, en particular los postgrados.
Constanza Moreira propone establecer una carrera docente con ascensos por desempeño y capacitación.
El Partido Nacional planea darle rango universitario a las instituciones de formación docente; dar capacitación docente a nivel de maestría y especialización; y dar mayor autonomía pedagógica.
Todos Hacia Adelante propone transferir la validación de títulos de formación docente al Ministerio de Educación; aumentar la cooperación entre las instituciones terciarias para la formación docente en ciencia y tecnología; promover la capacitación de profesores y directores en el exterior; descontar las horas docentes por medidas gremiales excepto cuando se recuperan las clases; promover la capacitación de directores en gestión y liderazgo; reducir la rotación anual de profesores y directores; exigir que los directores elaboren un plan de gestión; revisar el sistema de inspecciones para darle un enfoque pedagógico y organizacional, con un informe de devolución para la mejora; y establecer organismos locales para la atención a alumnos con problemas.
Vamos Uruguay propone crear el Instituto Universitario de Educación; realizar una prueba vocacional a estudiantes de formación docente; revitalizar los centros regionales de formación docente; promover la realización de postgrados; exigir cursos de informática y segundo idioma a todos los profesores; establecer ascensos de profesores según su capacitación y evaluación; establecer los profesores en un mismo centro por tres años; seleccionar a los directores por concurso.
El Partido Independiente pretende que los centros dispongan de docentes estables; crear equipos de trabajo en los centros; exigir que los centros establezcan y evalúen planes de gestión; crear el Instituto Universitario de Educación; aumentar la capacitación y la evaluación de profesores; aumentar los salarios en función de la mejora en la educación.

### Programas educativos
El Partido Nacional propone una reforma curricular que enfatice las asignaturas fundamentales, y dar enseñanza del inglés en todas las escuelas.
Todos Hacia Adelante pretende aumentar la coordinación en las actividades educativas profesionales, para evitar la superposición de programas. También plantea la cooperación entre los institutos educativos y empresas.
Todos Hacia Adelante propone instaurar materias opcionales de lenguaje de señas y Braille en la educación primaria.
Todos Hacia Adelante piensa realizar cambios al Plan Ceibal, entre ellos dar más horas docente a la capacitación, realizar proyectos pedagógicos, y promover la cooperación entre institutos. También piensa crear un campus tecnológico virtual.
Vamos Uruguay propone ampliar los incentivos a la capacitación laboral, en particular a operarios y gerentes, y dar beneficios fiscales a las inversiones en educación.
Vamos Uruguay propone aumentar el tiempo de clase de educación básica a 200 días; reducir la cantidad de asignaturas de educación secundaria y agruparlas por áreas; ampliar la enseñanza del inglés en educación primaria y secundaria; crear bachilleratos tecnológicos.
El Partido Independiente propone que el Estado financie a estudiantes de educación media que asistan a centros privados en zonas con escasez de centros públicos, y dar capacitación y certificación laboral en todo el país.
El Frente Amplio pretender incluir la formación en derechos humanos en la educación; fomentar el espíritu crítico y reflexivo; integrar la formación ciudadana, científica y artística; y dar respuesta a situaciones de acoso; reformar el currículo para facilitar el progreso de primaria a secundaria; impulsar experimentos pedagógicos.
Constanza Moreira propone dar formación basada en el respeto a la diversidad y la no discriminación; realizar seguimiento de las trayectorias de los estudiantes; mejorar los programas de apoyo a los rezagados; aumentar la cantidad de cupos en educación técnica; aumentar la oferta de educación terciaria en el interior.
El Frente Amplio pretende dar mayor uso pedagógico al Plan Ceibal, con el objetivo de mejorar el aprendizaje.

## Delincuencia
Constanza Moreira pretende incorporar los delitos de lesa humanidad al Código Penal, crear un Consejo Nacional de la Magistratura y un Tribunal Constitucional, crear una comisión de investigación de violaciones a los derechos humanos durante la dictadura, eliminar los impedimentos jurídicos al juzgamiento de los responsables de delitos de lesa humanidad, y reparar moralmente a las víctimas de delitos de violaciones a los derechos humanos por parte del Estado.
El Partido Nacional propone reformar la policía, lo que incluye unificar el mando, fortalecer las seccionales policiales, y crear una Guardia Nacional especializada en combatir el delito en zonas críticas. También pretende reformar el sistema carcelario para separar los presos por peligrosidad, y crear centros de producción agrícola y de enseñanza de oficios. Además, el Partido Nacional propone crear un plan sobre violencia doméstica, cuya primera medida es promover la percepción del problema.
Vamos Uruguay plantea aplicar el Código Penal a adolescentes de 16 y 17 años, instalar comisarías de menores, mantener los antecedentes penales de los delincuentes cuando se convierten en adultos, penalizar la tentativa de hurto por parte de menores, agravar las penas a mayores cuando haya menores cómplices, aplicar penas alternativas a padres de menores, sancionar a padres que no envíen a sus hijos a centros educativos, fiscalizar la venta de bebidas alcohólicas e ingreso a prostíbulos y salas de apuestas por parte de menores; reinstalar las comisiones barriales de seguridad que vinculen a los vecinos con la seccional policial, intensificar los megaoperativos de saturación policial, crear patrulleros de cuadrícula, crear una policía rural para combatir el abigeato, permitir que los policías utilicen cualquier medio de coacción en forma "racional, progresiva, y proporcional" para evitar agresiones a cualquier persona, aumentar la cantidad de cámaras y aeronaves de vigilancia; agravar las penas para delitos violentos y delincuentes reincidentes, prohibir el porte de armas a personas con antecedentes penales, fiscalizar las faltas, combatir el tráfico minorista de drogas, crear un archivo genético de delincuentes, evitar la exposición de testigos, habilitar los agentes policiales encubiertos; darle autonomía al instituto de cárceles, clasificar a los presos por su peligrosidad, sancionar penalmente la posesión de armas, drogas y teléfonos por parte de presos, el daño de las instalaciones carcelarias, obligar a los presos a asistir a cursos y realizar oficios remunerados; y dar apoyo social, médico, económico y legal a víctimas de delitos
El Partido Independiente propone eliminar los artículos penales del Código de la Niñez y Adolescencia y crear un Código Penal Juvenil; reformar el Código Penal para habilitar procesos más rápidos, tratamiento administrativo de infracciones, penas alternativas, reparación de las víctimas; convertir al Sistema de Responsabilidad Penal Adolescente (Sirpa) en un servicio descentralizado y al Instituto Nacional de Rehabilitación en un órgano desconcentrado del Ministerio de Interior; crear centros de rehabilitación por grupo social, centros comunes y centros de máxima seguridad. También propone organizar la policía en las áreas ciudadana, judicial, científica, internacional e inteligencia; informatizar los policías de calle; aumentar el rol preventivo de las seccionales; mejorar la selección, capacitación profesional y especialización del personal policial; aumentar los salarios en función del cumplimiento de objetivos y eliminar el servicio 222.

## Economía

### Macroeconomía
El Frente Amplio promete aplicar políticas estructurales para reducir la inflación, y evalúa acopiar alimentos básicos para estabilizar los precios. 
Todos Hacia Adelante y el Partido Independiente planean establecer una política de metas de inflación para reducirla. 
Todos Hacia Adelante y Vamos Uruguay proponen fortalecer la defensa de la competencia.
El Frente Amplio pretende regular los flujos de capital de corto plazo, para evitar impactos externos.
Constanza Moreira propone regular los precios de artículos básicos.
El Partido Nacional pretende estabilizar la inflación, mejorar la competitividad cambiaria, reducir el costo país y controlar el déficit fiscal.
La Unión Popular propone nacionalizar la banca, eliminar completamente el secreto bancario, fijar precios máximos a los artículos básicos, crear centros de abastecimiento estatales, y combatir a los intermediarios.

### Impuestos
El Frente Amplio propone rebajar el IVA, promover la equidad horizontal en el Impuesto sobre la renta de las personas física (IRPF), incorporar los grandes productores rurales al Impuesto de Primaria, subir impuestos a los altos ingresos, ganancias extraordinarias y al patrimonio, y dar exoneraciones a la producción descentralizada y de alta innovación tecnológica.
Constanza Moreira propone reducir los impuestos de los combustibles, y aumentar los mínimos no imponibles del IRPF y el Impuesto de Asistencia a la Seguridad Social (IASS) .
El Partido Nacional pretende eliminar el Impuesto a la Asistencia a la Seguridad Social (IASS), reducir el Impuesto a la Enajenación de Bienes Agropecuarios (IMEBA) para productores rurales pequeños, reestructurar la devolución de impuestos indirectos a las exportaciones, y aumentar los topes de deducciones al gasoil para empresas. Plantea que el IRPF debe ser un "auténtico impuesto a la renta" y no un "impuesto a los ingresos", al agregar deducciones por gastos en educación y aumentar las deducciones por alquiler de viviendas en sectores de ingresos bajos.
Todos Hacia Adelante piensa reducir los aportes patronales de la industria y dar exoneraciones a planes de responsabilidad social empresarial.
Vamos Uruguay propone modificar el Impuesto a las Rentas de las Actividades Económicas (IRAE) para ajustarse a la renta real, y eliminar los impuestos que afecten el trabajo y las exportaciones.
El Partido Independiente propone mantener el IVA, Impuesto Específico Interno (IMESI), IRPF e IRAE como impuestos principales, eliminar los impuestos ineficientes, y reducir las exoneraciones innecesarias.
La Unión Popular pretende exonerar a los productos básicos y préstamos sociales; eliminar el IRPF e IASS; e incorporar impuestos fuertes progresivos a la renta empresarial, activos en el exterior y depósitos bancarios.

### Trabajo
El Frente Amplio pretende aumentar los salarios más bajos a través de la negociación salarial tripartita. 
El Partido Nacional y el Partido Independiente piensan ajustar los salarios privados según la evolución de la productividad laboral.
El Frente Amplio propone usa las compras públicas para promover la producción nacional; Constanza Moreira para promover la innovación y la economía social; y Todos Hacia Adelante para priorizar las micro, pequeñas y medianas empresas, y las certificadas en materia ambiental.
Constanza Moreira propone elevar el salario mínimo a media canasta básica.
El Partido Nacional piensa mantener los Consejos de Salarios. También busca promover la confianza y la negociación en la negociación colectiva bipartita, manteniendo una posición equilibrada entre los empresarios y trabajadores. Además pretende convocar al Consejo de Economía Nacional, para que los distintos actores participen en la definición de políticas de Estado.
El Partido Nacional pretende derogar el decreto 165/006 que permite la ocupación de los lugares de trabajo; introducir mecanismos de descuelgue y renegociación de convenios en empresas con problemas económicos; e incentivar medidas de prevención de accidentes laborales.
Todos Hacia Adelante piensa promover las cláusulas de paz, equiparar el seguro de paro rural al general, y reformar el sistema de certificaciones médicas.
El Partido Nacional propone un plan de trabajo juvenil, que incluye cambios en la ley de empleo juvenil y programas para jóvenes en el Instituto Nacional de Empleo y Formación Profesional (INEFOP). También piensa aplicar políticas de capacitación profesional y empleo para mujeres.
El Partido Nacional propone que los trabajadores elijan el régimen de aportes jubilatorios recién al final de su actividad laboral.
El Partido Independiente propone que el gobierno tenga la potestad de aprobar o rechazar los acuerdos entre empresarios y trabajadores.
La Unión Popular propone eliminar la Administradora de Fondos de Ahorro Previsional (AFAP) y elevar el salario mínimo y la jubilación mínima a media canasta básica, con aumentos cuatrimestrales. Se opone a los despidos por reducción o reestructura de empresas, los envíos al seguro de paro, y la tercerización de las tareas laborales.

### Inversión
El Frente Amplio piensa intervenir en la formalización de la economía. También propone apoyar a las cooperativas y empresas gestionadas por los trabajadores, a través del Instituto Nacional del Cooperativismo. Además, pretende reglamentar la Agencia de Desarrollo Económico, que gestionará los programas de apoyo a micro, pequeñas y grandes empresas. Propone a su vez crear un Banco de Desarrollo. 
Constanza Moreira propone exigir estudios de impacto social y ambiental antes de su aprobación.
El Partido Independiente se opone a la reconversión de empresas fracasadas.
El Frente Amplio piensa utilizar los fondos previsionales la participación público-privada para realizar inversiones en infraestructura. Todos Hacia Adelante piensa financiar la inversión en infraestructura mediante el aumento de ingresos fiscales por el crecimiento de la economía, los fondos previsionales en régimen voluntario, inversión privada y deuda pública.
El Partido Nacional pretende aplicar la Ley de Inversiones para aumentar su efectividad; promover la participación público-privada, generando más garantías para los inversores; e incentivar a las AFAP a colocar fondos previsionales en proyectos de inversión.
La Unión Popular propone dejar de pagar la deuda externa y cancelar las cartas de intención con los organismos de crédito internacionales.

### Agropecuaria e industria
El Partido Nacional propone aumentar la competitividad económica mediante planes estratégicos por rubro y la incorporación de tecnología.
Todos Hacia Adelante quiere habilitar que los bancos puedan comprar terrenos y darlos en préstamo. En tanto, plantea estudiar a los contratistas rurales.
Todos Hacia Adelante propone dar beneficios fiscales a las obras de riego, nutrientes, sistemas de información, tecnologías de control remoto, fortalecer los planes sanitarios, simplificar los trámites rurales. Vamos Uruguay plantea promover los sistemas de riego, los seguros agropecuarios, un fondos de emergencia y la gestión sanitaria. El Partido Independiente plantea reforzar los planes de desarrollo rural.
El Frente Amplio y Todos Hacia Adelante proponen apoyar a los productores familiares, y Vamos Uruguay a los pequeños y medianos productores.
La Unión Popular propone expropiar los terrenos de más de 2.000 hectáreas de índice de la Comisión Nacional de Estudio Agro económico de la Tierra (CONEAT) 100, al igual que los terrenos fronterizos. Propone además prohibir la tenencia de terrenos por parte de sociedades anónimas y organizaciones extranjeras, promover la explotación colectiva, la autosuficiencia de producción, y el establecimiento de precios mínimos a los productores.
La Unión Popular pretende nacionalizar las grandes empresas industriales; promover la industria nacional, incluyendo la pesada y naval; nacionalizar la producción minera; crear una flota pesquera estatal; y fomentar la pesca artesanal.
Todos Hacia Adelante propone priorizar las cadenas agroindustriales exportadoras, en vez de crear cadenas nuevas. El grupo propone crear parques agroindustriales. Vamos Uruguay propone fomentar la exportación agropecuaria, dando beneficios y financiación a la cadena, y eliminar las restricciones a las sociedades anónimas rurales. El Partido Independiente propone desarrollar las cadenas de alto valor agregado, en particular en el área agroindustrial, logística y servicios, y crear centros tecnológicos en el interior.
Constanza Moreira pretende desarrollar las cadenas de alto valor agregado, en particular las de industria, investigación, electrónica, logística, audiovisual, informática y turismo. En tanto, pretende disminuir la concentración y extranjerización de empresas.

### Servicios públicos
El Partido Nacional y el Partido Independiente pretenden ordenar los roles de los organismos de telecomunicaciones y energía, separando las actividades de definición de políticas, fiscalización y prestación de servicios. Piensan reducir el rol de Antel y Ancap como formuladores de políticas, y dar autonomía a la Unidad Reguladora de los Servicios en Comunicaciones (Ursec) y la Unidad Reguladora de Servicios de Energía y Agua (Ursea).
Todos Hacia Adelante piensa aplicar tarifas justas en función de los costos de producción, los derechos de los consumidores y las necesidades de recaudación. A su vez, pretende eliminar los subsidios cruzados. Constanza Moreira propone crear servicios básicos gratuitos de energía, agua y telecomunicaciones. La Unión Popular pretende reducir las tarifas de energía a los hogares y aumentar las de grandes consumidores.
Todos Hacia Adelante propone eliminar de las empresas públicas las actividades ajenas el negocio principal. El Partido Nacional y el Partido Independiente pretenden controlar las empresas públicas satélites, para aumentar su transparencia.
Todos Hacia Adelante y el Partido Independiente piensan ampliar la inversión privada en los servicios públicos, haciendo cotizar en bolsa parte de las acciones de las empresas públicas. Constanza Moreira pretende fortalecer el rol de las empresas públicas. La Unión Popular propone estatizar la distribución de gas.
Todos Hacia Adelante pretende publicar comparaciones del costo país.

### Energía
El Partido Nacional propone fomentar la producción nacional de energías renovables, para aumentar la soberanía y diversificación, manteniendo el desarrollo en energía eólica e incorporando la microhidráulica, fotovoltaica y biomasa.
El Partido Nacional propone aumentar el financiamiento de energías renovables mediante inversión privada, aumentar la autogeneración y habilitar el comercio de electricidad entre privados.
El Partido Nacional plantea electrificar todo el país, tanto por redes nacionales como producción local. También piensa establecer un fondo de subsidio de combustible para el invierno. Además, propone promover la eficiencia energética en hogares y empresas, mediante campañas de educación, redes eléctricas inteligentes, etiquetado de eficiencia de electrodomésticos, y subsidios a la sustitución de equipamiento ineficiente.
La Unión Popular apoya el desarrollo de la producción eólica, microhidráulica y fotovoltaica. El Partido Independiente plantea apoyar las centrales de ciclo combinado, energía eólica y biomasa. Vamos Uruguay propone aumentar la producción energética.
Todos Hacia Adelante propone piensa ampliar el rol de Alcoholes del Uruguay (ALUR) hacia otros rubros del sector agroenergético. Vamos Uruguay pretende desarrollar la producción de biocombustibles. El Partido Independiente propone evaluar ALUR para estudiar su pasivo.
Todos Hacia Adelante propone reconvertir las instalaciones industriales a gas licuado, habilitar la importación de combustibles refinados, y aumentar la interconexión energética con el resto del continente. El Partido Independiente apoya la interconexión con Brasil.

### Transporte
Todos Hacia Adelante piensa promover el uso de vehículos eléctricos, híbridos y a gas. El Partido Independiente también pretende ampliar el uso de vehículos a gas.
Todos Hacia Adelante pretende promover el transporte de carga ferroviario, promoviendo los ramales rentables y la interconexión con los países vecinos, permitiendo la inversión privada, y exigiendo que las mineras no usen mineroductos. Constanza Moreira propone reactivar el ferrocarril estatal y mejorar los caminos rurales y las rutas transversales y del norte.
El Partido Nacional propone un plan de prevención de accidentes de tránsito, un sistema de respuesta inmediata ante siniestros y un sistema de cuidado y rehabilitación de víctimas.
El Partido Nacional propone un plan de recuperación de rutas terrestres con redes principales y secundarias, establecer un fideicomiso de infraestructura vial, reforzar el ferrocarril de carga en zonas críticas, e incorporar señales auditivas en los semáforos para ciegos.
Vamos Uruguay propone adecuar las rutas y reactivar el ferrocarril para desarrollar el transporte de carga. El Partido Independiente propone darle prioridad al transporte por carretera. La Unión Popular propone la reactivación del ferrocarril estatal, mediante líneas de transporte de pasajero metropolitano y de carga. 
El Partido Nacional pretende promover el transporte marino mediante coordinación entre los organismos. Propone fortalecer los puertos de Nueva Palmira, Fray Bentos, Colonia, Paysandú y Juan Lacaze, crear un organismo de dragado autónomo, aumentar la profundidad de los canales a Montevideo, Fray Bentos y el Martín García, y realizar el proyecto de esclusas de San Antonio. El Partido Independiente también propone aumentar el dragado de los canales. Vamos Uruguay pretende mejorar la infraestructura marítima.
Todos Hacia Adelante pretende crear un muelle D, reformar el acceso terrestre y aprovechar las Puntas de Sayago de Montevideo, crear un puerto pesquero en Capurro; apoyar las terminales de La Charqueada y Tacuarí; y desarrollar el puerto de La Paloma con actividades compatibles con el turismo. El Partido Independiente propone aumentar la capacidad del puerto de Montevideo y mejorar los accesos terrestres.
Todos Hacia Adelante piensa que no se necesita una aerolínea de bandera nacional para desarrollar el transporte aéreo. Constanza Moreira plantea recuperar al ferrocarril y la aerolínea de bandera nacional. La Unión Popular propone recuperar la aerolínea estatal, y también propone estatizar puertos y aeropuertos, y municipalizar el transporte de pasajeros.

### Turismo
El Partido Nacional propone un plan para desarrollar la infraestructura turística; realizar un sello de certificación de calidad; y mejorar la difusión y comercialización del turismo.
Todos Hacia Adelante propone promover los cruceros interoceánicos en Montevideo y Colonia, cruceros fluviales en el litoral, y los vuelos privados en Laguna del Sauce, Paysandú, Salto, Rivera y San Bernardina.
Todos Hacia Adelante piensa dar créditos y subsidios a lugares de interés turístico, sistematizar la información turística y la agenda de eventos, promover los paquetes turísticos, analizar nichos de mercado, aumentar la coordinación en seguridad y ampliar las exoneraciones fiscales directas a turistas.
Todos Hacia Adelante propone desarrollar el turismo de invierno, con componentes nacionales, regionales e internacionales. Propone diversificar la oferta turística aparte de la marca Uruguay Natural. Vamos Uruguay propone potenciar el turismo rural, creando observatorios naturales.
El Partido Independiente pretende crear circuitos de turismo aventura, canotaje y ciclovías, y reconvertir líneas férreas en vías verdes.

### Ciencia y tecnología
Todos Hacia Adelante plantea impulsar un ecosistema de ciencia y tecnología, concentrando el apoyo en pocos proyectos grandes que generen impactos en su entorno, e integrar el país a redes de investigación internacionales.
El Partido Nacional pretende aumentar el gasto público en ciencia y tecnología; fomentar los postgrados y postdoctorados; promover la innovación, incorporación de tecnología y renovación de procesos de producción en las empresas; y fomentar el emprendedurismo en tecnología mediante programas de incubadoras, aceleradoras y subsidios a la innovación.
Todos Hacia Adelante propone incorporar formación en emprendedurismo en la educación básica, y atraer emprendedores e inversores de riesgo extranjeras. 
Constanza Moreira pretende dar recursos a la innovación, en particular en biotecnología, agroquímica y farmacéutica, además de fomentar el retorno de científicos en el exterior. Vamos Uruguay propone coordinar los institutos de investigación, aumentar la participación privada en ellos, realizar intercambio tecnológico con institutos extranjeros, y fomentar la biotecnología.
El Partido Independiente pretende dar programas de apoyo a los emprendedores, incluyendo incubadoras, aceleradoras, centros de desarrollo empresarial.

### Comunicación
El Partido Nacional propone habilitar la libre competencia en las telecomunicaciones, incluyendo las redes de cable privadas, y promover las redes de telefonía celular virtuales. Vamos Uruguay propone habilitar la libre competencia en las telecomunicaciones.
El Partido Nacional piensa establecer por ley la neutralidad de la red, difundir las normas de protección de datos personales, y definir las reglas de acceso a información privada por parte de autoridades estatales, para ofrecer garantías jurídicas y evitar abusos de poder. En tanto, propone permitir la portabilidad de números de teléfonos, y cumplir los estándares de accesibilidad de los sitios web estatales.
Todos Hacia Adelante propone dar prioridad al desarrollo de las redes inalámbricas LTE. También piensa difundir los medios de pago por teléfono celular.
Constanza Moreira pretende aplicar la ley de servicios de comunicación audiovisual, darle independencia al Consejo de Comunicación Audiovisual, fortalecer al consejo asesor, crear señales de las intendencias del interior, apoyar la radio y televisión comunitaria, generar polos de producción audiovisual en el interior, y controlar los mensajes discriminatorios y violentos.
La Unión Popular planea conceder ondas de radio y televisión a organizaciones sociales.

## Ambiente
El Frente Amplio propone un plan nacional ambiental, que defina las políticas nacionales y organice los organismos y programas ambientales. También propone fusionar diversos organismos en una Comisión Asesora para el Desarrollo Sostenible. Constanza Moreira pretende fortalecer las tareas de diagnóstico y fiscalización de la Dirección Nacional de Medio Ambiente, y realizar campañas de promoción de la ecología.
El Frente Amplio propone elaborar un plan de aplicación de tecnologías sustentables a los distintos sectores económicos.
El Partido Nacional propone fortalecer los autoridades ambientales, dándoles autonomía técnica y aumentando su coordinación; fortalecer las autoridades ambientales locales; instalar la educación ambiental en la educación primaria y realizar campañas públicas; crear juzgados y un defensor del medio ambiente; prohibir las actividades incompatibles con la capacidad ambiental de cada zona; crear Redes de Restauración para recuperar ecosistemas degradados; exigir que las obras públicas cumplan los requisitos ambientales; realizar auditorías en el tratamiento de desechos de empresas públicas; y mejorar la gestión de residuos urbanos.
El Partido Nacional propone un sistema de gestión de residuos electrónicos; ajustar a las normas de uso de suelos; realizar política de protección de reservas de agua potable; controlar los agrotóxicos en cuencas hídricas, realizar estudios de huella de carbono y agua, y dar incentivos a las empresas con certificación ambiental.
Vamos Uruguay propone desarrollar la responsabilidad ambiental, certificando la sustentabilidad de la producción y el bienestar animal; y regular el uso del suelo y el agua para evitar la contaminación y la erosión.
El Partido Independiente propone crear un Ministerio de Medio Ambiente, separado del de Vivienda, que elabore las políticas ambientales y de ordenamiento territorial en coordinación con los demás ministerios; una Agencia de Control Ambiental, que gestiones las habilitaciones y controles; y coordinación con los gobiernos locales.
El Frente Amplio piensa promover la agricultura orgánica. Todos Hacia Adelante se opone a la megaminería. La Unión Popular se opone a las pasteras, megaminería, regasificadora, puerto de aguas profundas de Rocha, pesca de arrastre de fondo, energía nuclear y la fracturación de hidrocarburos de esquisto.
Vamos Uruguay propone establecer un sistema de gestión de residuos. El Partido Independiente pretende aumentar la exigencia de los controles de uso de suelos, y controlar los agrotóxicos en cuencas hídricas.

## Relaciones exteriores
El Partido Nacional pretende convocar a los distintos actores para realizar un plan estratégico, profesionalizar la función diplomática, aumentar la coordinación entre las autoridades diplomáticas, fortalecer la diplomacia comercial y defender la soberanía sobre los recursos naturales. Pretende que se eliminen las barreras comerciales no arancelarias en la Organización Mundial de Comercio (OMC) y la Organización Mundial de Aduanas.
Todos Hacia Adelante pretende ampliar la Comisión de Comercio Exterior a actores económicos y sociales, y aumentar la participación de actores privados en las misiones internacionales comerciales.
El Partido Nacional plantea recomponer las relaciones con Argentina o en su defecto acudir a tribunales del Mercosur y la OMC; fortalecer las delegaciones a las comisiones del Río de la Plata y Uruguay (CARP y CARU). Piensa mejorar el funcionamiento del Mercosur, priorizando los temas económico-comerciales sobre los políticos, renegociando los acuerdos de transporte marítimo y aduanas, fortaleciendo las relaciones con Paraguay, y priorizando las negociaciones con la Unión Europea. También piensa impulsar el multilateralismo mediante el acercamiento a la Alianza del Pacífico.
Constanza Moreira propone aumentar la integración comercial regional, rechazar la Alianza del Pacífico y reducir la dependencia de los países desarrollados.
Vamos Uruguay propone realizar acuerdos comerciales para diversificar las ventas.
El Partido Independiente propone fortalecer las relaciones comerciales con Brasil, integrarse a la Alianza del Pacífico, acercarse al proceso de negociación del Acuerdo Transpacífico de Cooperación Económica (TPP), incorporarse como miembro observador de la Organización para la Cooperación y el Desarrollo Económicos (OCDE), y participar en las negociaciones de la Organización Mundial de Comercio.
Todos Hacia Adelante y el Partido Independiente pretenden realizar un acuerdo comercial con la Unión Europea, sea dentro o fuera del Mercosur.
La Unión Popular propone nacionalizar el comercio exterior, aumentar los aranceles externos, incorporarse al Alianza Bolivariana para los Pueblos de Nuestra América (Alba) y rechazar los tratados TPP,  TIFA ("Trade and Investment Framework Agreements") y Centro Internacional de Arreglo de Diferencias Relativas a Inversiones (CIADI).